# 共通状況図

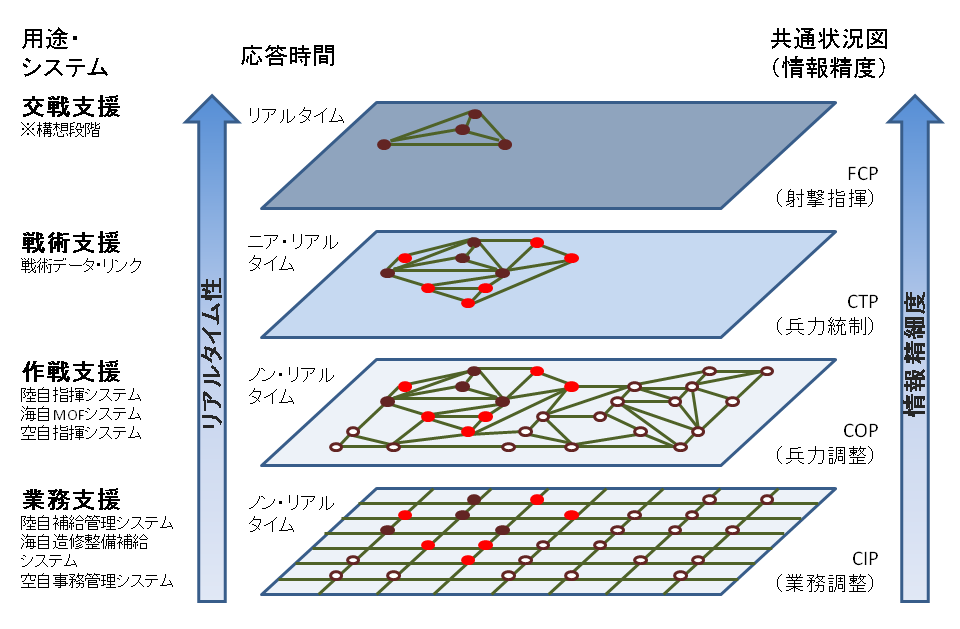
3自衛隊が整備するC4Iシステムの関連性。各システムで生成される共通状況図が示されている。

共通状況図は、軍隊において各種の情勢を表示して作成される図面である。情勢認識を適切に共有し、各級指揮官の意思決定を支援する。作戦指導（OPS）系列においては、作戦術レベルにおいてCOP、戦術レベルにおいてCTPの2種が、情報資料（INTEL）系列においてはCIPが作成される。また、作戦指導系列の交戦レベルで、各ユニットが生成していたFCPを、SIAPとして共通状況図化することも試みられている。

## FCP
射撃指揮図（英語: Fire Control Picture, FCP）は、交戦レベルにおける状況図。応答時間はサブ秒単位であり、リアルタイムでの情勢表示が行なわれる。FCPは情報精細度、リアルタイム性が非常に高度であることから、通信帯域や処理速度の制約のため、通常は他の交戦ユニットとの共有は行なわれない。
ただしアメリカ軍においては、共同交戦能力（CEC）の導入により、FCP精度の共通状況図として、単一統合航空状況図（Single Integrated Air Picture, SIAP）の生成が試みられている。

## CTP

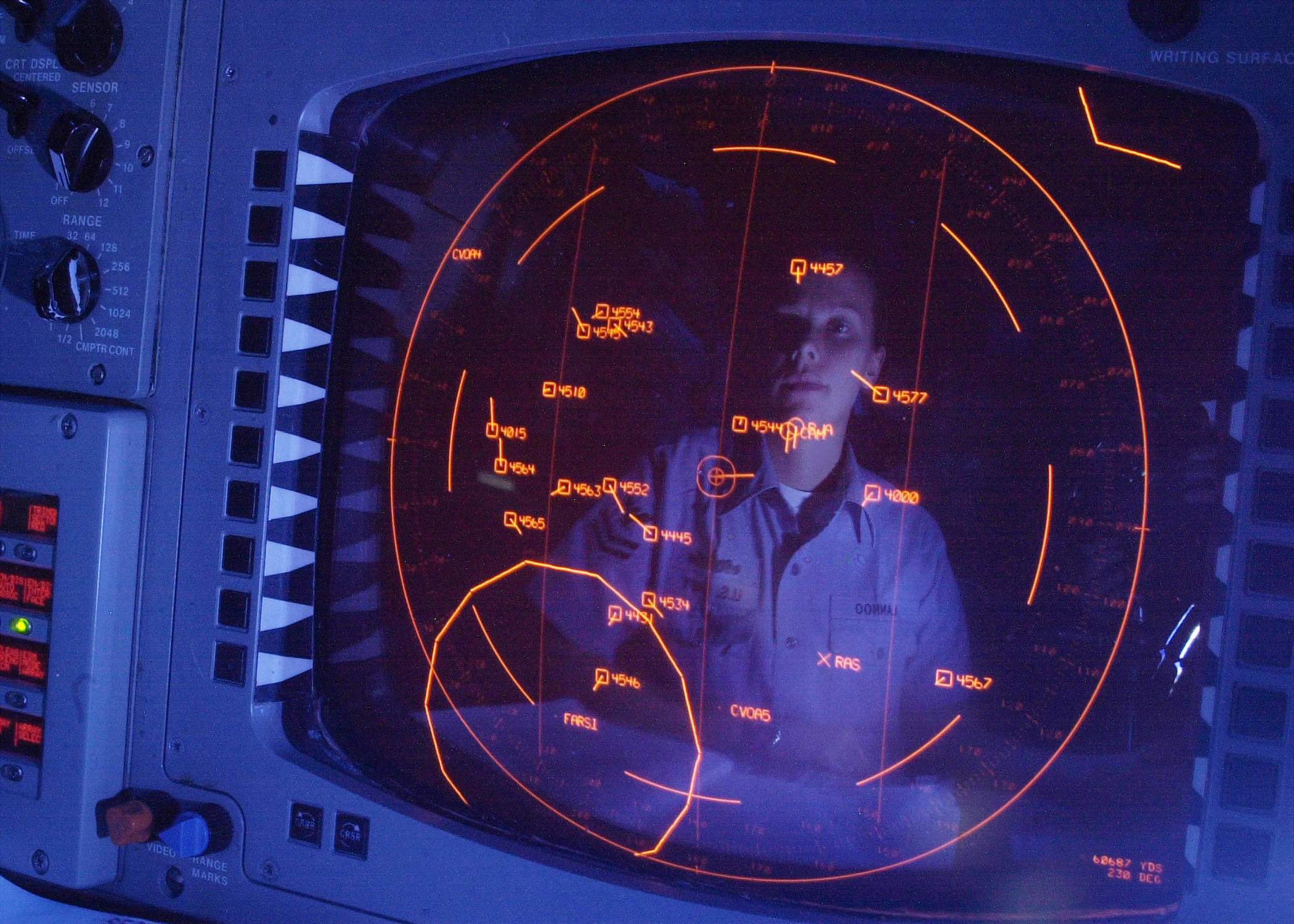
NTDSにおいて共有・表示されているCTP。

共通戦術状況図（英語: Common Tactical Picture, CTP）は、戦術レベルにおける共通状況図。応答時間は秒ないし10秒単位であり、ニア・リアルタイムでの情勢表示が行なわれる。
CTPにおいて表示されるのは、その瞬間にCTP作成者が把握している彼我の位置関係（座標および空間ベクトル）および戦力状況（交戦や武器の状態）であり、そこに含まれる情報は、5W1HのうちWhat（何が）, When（何時）, Where（何処で）である。CTPとは、端的にいえば各ユニット間でレーダー・ディスプレイの画面表示を重ね合わせたものであり、戦術情報処理装置によって自動的に生成され、戦術データ・リンクによって共有される。CTPを作成・共有するシステムとしては、海軍戦術情報システム（NTDS）が代表的である。

## COP
共通作戦状況図（英語: Common Operational Picture, COP）は、作戦術レベルにおける共通状況図。応答時間は分単位であり、ノン・リアルタイムでの情勢表示が行なわれる。海上自衛隊においてシステム開発を担当した大熊康之海将補は、「C4I全体の中で、COPの重要性は最上位である」と述べている。
COPにおいて表示されるのは、その時点でCOP作成者が把握している彼我の戦力・配置・意図と可能行動、戦闘空間状況（地形・気象・海象）についての分析結果である。そこに含まれる情報はWho（誰が）, Why（何故）, So what（従ってどうするか）であり、状況判断と意思決定を加味したものであることから、その生成は半自動的なものとなる。ただし、COPとは、各級指揮官用の状況図の基礎となるものではあるが、各級指揮官の間で状況図そのものを共有するものではないことには注意が必要である。
COPとは比較的新しいコンセプトであり、これを作成するC4Iシステムとしてはアメリカ海軍のJOTS（統合作戦戦術システム）が最初のものである。その後、これはアメリカ全軍共通のGCCSシリーズに発展したほか、各国でも同様のシステムが開発された。

## CIP
共通インテリジェンス状況図（英語: Common Intelligence Picture, CIP）とは、情報資料（INTEL）系列における共通状況図。作戦指導（OPS）系列におけるCOP（共通作戦状況図）と比せられるもので、情報活動の成果として、部隊の内外を問わず収集された情報およびインテリジェンスを総合して作成され、最終的にはCOPに反映される。